# 中華人民共和国の住宅

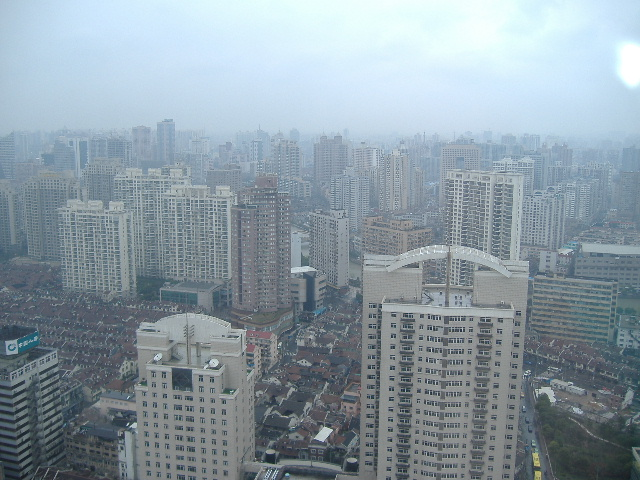
上海の高層住宅

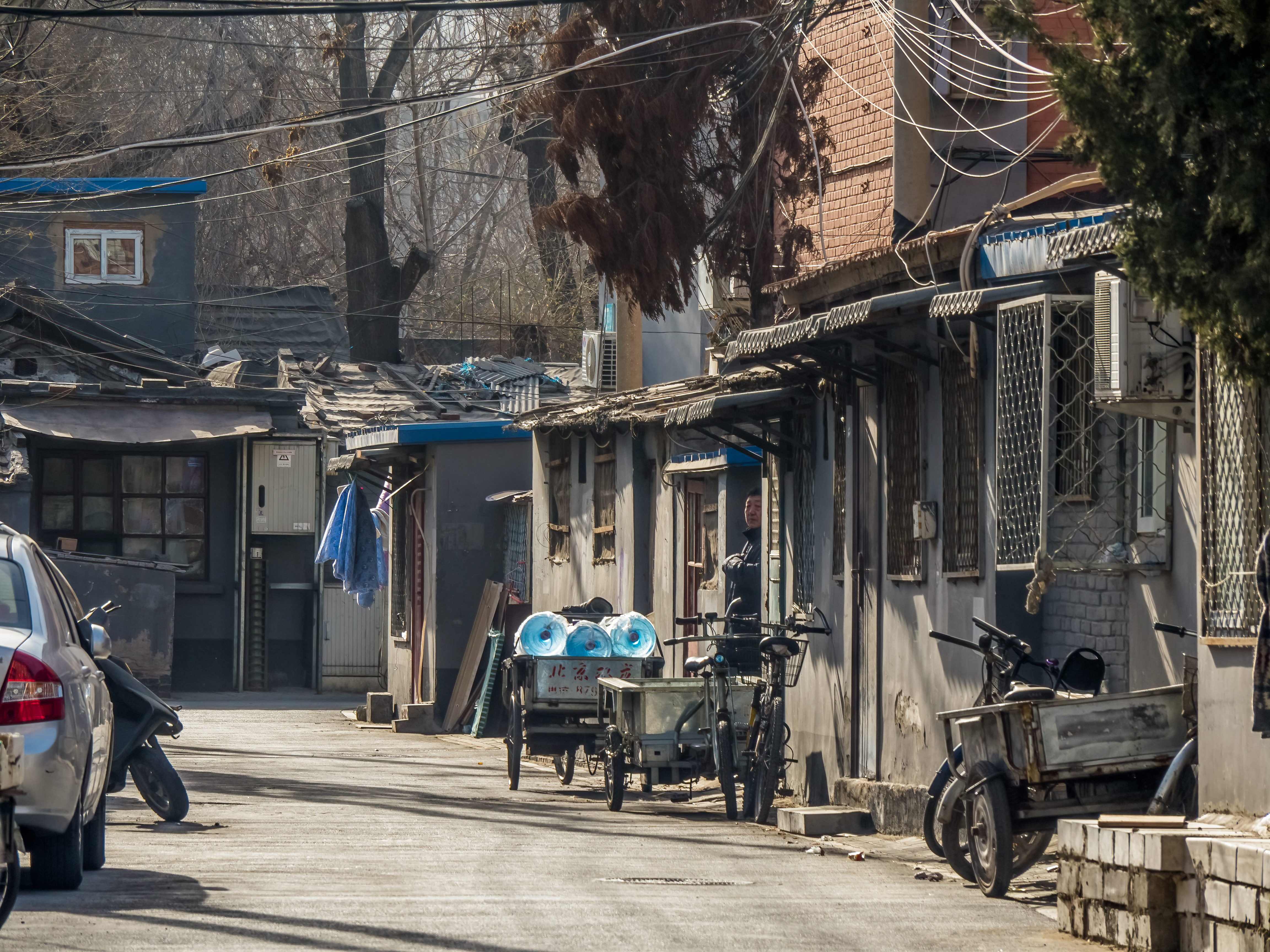
北京の住宅地区

中華人民共和国の住宅（ちゅうかじんみんきょうわこくのじゅうたく）では、中華人民共和国（中国）における住宅事情について説明する。
近年の中国では、経済の発展とともに急速に住宅開発が拡大している。1978年以来、中国政府は都市部での住宅の商業化を促進してきた。不動産開発が大きなビジネスとなり、新しいアパートが建ち並ぶ新しい都市や郊外が生まれている。

## 不動産開発
経済発展を促進することが中華人民共和国政府の重要な目標であり、建設開発を開始することはその重要な手段の一つである。しかし開発される中国の不動産の数は新しい家を購入できる人々の数を大幅に超えており、社会学者たちの多くは国内の社会的分断の深刻化を招いていると懸念している。
建設された多くのアパートやホテルやショップが何年も空き家となってしまい「ゴーストシティ」と呼ばれる状態になってしまうことも起きているのに、多くの中国人がそれらを手に入れることができないことが起きていて懸念されている。『エコノミスト』誌は「北京の一般市民が悩まされることがあるとすれば、それは中国の都市部の住宅費用である」と指摘している。
2009年から2030年までの間に、中国はさらに8.5億人の人々を中間層に加えると予想されている。マッキンゼーの調査によると、2012年時点で中国の都市部の世帯の54%が「大衆中間層」と見なされていたが、2022年までにはその割合が中国の都市人口の76％に増加すると予測されている。高い報酬を得られるハイテクやサービス産業の仕事が増えることで「上級中間層」と分類される人々の割合も54%になる予定であり、新たに増加する「上級中間層」の人々は「大衆中間層」よりも収入が高く、無理なくより高額の家賃の支払いや消費を行うことができるため、今後これらの新しい予想外の「上級中間層」の増加が将来の多くの不動産開発と合致する可能性もある。
中国のゴーストシティには埋まりつつあるという報告もある。ウェイド・シェパードによれば、ゴーストシティが栄えるようになると、それらについてはもはや西洋のメディアで話題にはならなくなる。以前はゴーストシティだった場所が再開発されると、それらはもはやニュースにならなくなるという。シェパードは、「中国の新しい都市開発が停滞を打破し始めるには少なくとも10年以上かかることが一般的だが、一度栄え始めると成長を続け、最終的には広い都市景観の中に溶け込み『ゴーストシティ』というレッテルを失う」と述べた。
歴史
現在見られるような中国の住宅費用の問題は、1978年以前の住宅市場では起きていなかった。1970年代以前は中国の住宅建設は産業の発展に犠牲にされ、住宅の建設には国の資金のごく一部しか支出されなかった。安い都市住宅は多くの人々に魅惑的に映り、入居可能な住宅はすぐに貸し出され、国は貴重なスペースを貸し出してもわずかな収益しか得られなかった。この結果、住宅不足および住宅を建設するための資金不足が生じた。
1995年から2015年までの間に中国政府から住宅産業に割り当てられた総投資額は5万元から500万元に増加した。これは中国政府の変化を、つまり以前は都市住宅プロジェクトに限られた資金しか向けなかった状態から過去数年間に住宅開発に対して関心を向ける状態へと変化したことを示している。中国政府は2011年3月に、2015年までに3600万戸の住宅を建設するという目標を発表した。